# Vyšný Kubín
Vyšný Kubín este o comună slovacă, aflată în districtul Dolný Kubín din regiunea Žilina. Localitatea se află la altitudinea de 525 m deasupra n.m., se întinde pe o suprafață de 12,742 km2 și în 2017 număra 769 de locuitori.

## Istoric
Localitatea Vyšný Kubín este atestată documentar din 1325.

## Demografie
| An:                | 1994 | 2004    | 2014    | 2024    |
| ------------------ | ---- | ------- | ------- | ------- |
| Număr de persoane: | 503  | 561     | 722     | 853     |
| Diferență:         |      | +11,53% | +28,69% | +18,14% |

| An:                | 2023 | 2024   |
| ------------------ | ---- | ------ |
| Număr de persoane: | 817  | 853    |
| Diferență:         |      | +4,40% |